# Трояновский, Валентин Николаевич
Валенти́н Никола́евич Трояно́вский (укр. Валентин Миколайович Трояновський; 1 июня 1939, Киев, Украинская ССР, СССР — 18 января 2012, Киев, Украина) — советский футболист, нападающий, полузащитник, чемпион СССР (1961), мастер спорта СССР (1960).

## Футбольная карьера

### Карьера игрока
Коренной киевлянин, Валентин Трояновский начинал с дворового футбола, потом играл в детской команде при заводе «Ленинская кузница», у тренера С. М. Синицы. В 1954 году попал в республиканскую футбольную школу молодёжи (ФШМ), через полтора года, в 15 летнем возрасте был зачислен в дублирующий состав киевского «Динамо». Игра настырного, техничного, с хорошим дриблингом футболиста, импонировала как болельщикам, так и тренерам. Но из-за частых нарушений спортивного режима Трояновский несколько раз отчислялся из команды, играя сначала в «Колхознике», потом в винницком «Локомотиве».
В 1960 году возглавивший динамовцев Вячеслав Соловьёв, столкнувшийся с кадровыми проблемами в команде, отозвал с Винницы Трояновского, который дебютировал в основном составе команды 29 мая 1960 года в матче против «Спартака» Вильнюс. В этом же матче отличился и своим первым голом в классе «А». Вначале полузащитник играл на правом фланге атаки, в паре с Игорем Зайцевым, но потом тренеры перевели Трояновского на левый фланг, где тот взаимодействовал с Валерием Лобановским. Именно эта связка стала наиболее удачной, футболисты идеально понимали друг друга. Позже, в среде болельщиков и журналистов появилась поговорка: «Без Трояновского не было бы Лобановского». По итогам сезона киевская команда стала вторым призёром чемпионата СССР, но серебряную медаль Трояновский, сыгравший в своём первом сезоне в основе 12 матчей и забив 4 гола, не получил.
Но уже следующий сезон стал для Трояновского «золотым». Киевское «Динамо», впервые в своей истории выиграло чемпионат СССР. Трояновский отыграл в сезоне 15 матчей.
В 1964 году с приходом Виктора Маслова Трояновский стал всё реже попадать в стартовый состав, снова пошли нарушения спортивного режима и в мае он окончательно был отчислен из команды, после чего опять вернулся в винницкий «Локомотив», где отыграл последующие два с половиной года.
В 1967 году перешёл в одесский «Черноморец», выступавший в классе «А», но закрепиться в команде не смог и уже следующий сезон начал в «Кривбассе», где стабильно выходил на поле, забив за клуб 12 мячей. Заканчивал карьеру в Южно-Сахалинске, в местной команде второй лиги «Сахалин».

## После завершения игровой карьеры
Непродолжительное время тренировал детей в футбольной секции при заводе «Большевик», но тренерскую работу оставил. Трудился рабочим на киевских предприятиях. Регулярно играл за различные ветеранские команды. Умер в ночь с 17-го на 18-е января 2012 года.

## Достижения
- Чемпион СССР (1961)

## Награды
Награждён медалью «За труд и победу» (2011).